# Milesia lieftincki
Milesia lieftincki är en tvåvingeart som beskrevs av Heikki Hippa 1990. Milesia lieftincki ingår i släktet Milesia och familjen blomflugor. Inga underarter finns listade i Catalogue of Life.